# Sara Dosho
Sara Dosho, född 17 oktober 1994 i Matsusaka, är en japansk brottare som vann guld i 69 kg fristil vid Olympiska sommarspelen 2016.